# Don Black
Stephen Donald Black  (n. 28 iulie 1953, Athens⁠(d), Alabama, SUA) este un supremacist american cunoscut ca fondatorul și webmasterul formului online Stormfront, un site frecventat de persoanele cu convingeri rasiste, antisemite, naziste, negaționiste și supremaciste. Black a fost Grand Wizard al organizației Ku Klux Klan și membru al Partidului Nazist American în anii 1970, în perioada respectivă cunoscut sub denumirea de „National Socialist White Peoples' Party”. Acesta a fost condamnat în 1981 la închisoare după ce a încercat alături de alți neonaziști să elimine guvernul dominican, încălcând astfel legea neutralității a Statelor Unite.